# Star Wars: The Force Awakens (Original Motion Picture Soundtrack)
| Recensione        | Giudizio |
| ----------------- | -------- |
| AllMusic          | [ 2 ]    |
| Movie Wave        | [ 3 ]    |
| Soundtrack Geek   | 96.5/100 |
| Soundtrack Dreams | 94/100   |

Star Wars: The Force Awakens (Original Motion Picture Soundtrack) è un album in studio del compositore statunitense John Williams, pubblicato il 18 dicembre 2015 dall'etichetta discografica Walt Disney Records. L'album contiene la colonna sonora del film Star Wars - Il risveglio della Forza.

## Descrizione
Si tratta della prima colonna sonora della saga principale di Guerre stellari a non essere eseguita dalla London Symphony Orchestra. L'album ha raggiunto la quinta posizione nella classifica Billboard 200.

Nel luglio 2013 venne annunciato che John Williams avrebbe composto le musiche per il film. Williams ha composto anche la colonna sonora per i primi due trailer del film. Il compositore cominciò a lavorare alla colonna sonora nel dicembre 2014, e intorno a metà giugno 2015 aveva completato gran parte delle musiche. A maggio 2015 Williams affermò che avrebbe riutilizzato temi dai film precedenti, come quello di Luke, Leila e Ian, in un modo che "apparirà molto naturale e giusto nei momenti che sono più adatti per fare questi determinati riferimenti. Non ce ne sono molti, ma ci sono alcuni [momenti] importanti e sembreranno parte del tessuto della composizione in maniera positiva e costruttiva". Parlando del suo ritorno nell'universo di Star Wars, Williams ha aggiunto: 
La colonna sonora è stata registrata a Los Angeles. La prima sessione di registrazione cominciò a giugno 2015 al Barbra Streisand Scoring Stage nei Sony Pictures Studios, con William Ross a dirigere la maggior parte delle registrazioni. Gustavo Dudamel ha diretto i passaggi iniziali e finali della colonna sonora. Williams ha presenziato alle sessioni e ha diretto le restanti registrazioni. La colonna sonora è stata registrata nel corso di diversi mesi da un'orchestra freelance, e le sessioni sono continuate per tutta l'estate fino a novembre 2015. L'orchestra da 90 elementi ha registrato oltre 175 minuti di musica, anche se quasi un'ora è stata poi scartata, modificata o registrata nuovamente mentre Abrams montava il film. Oltre due ore di musiche composte da Williams sono presenti nel film. La colonna sonora è stata pubblicata dalla Walt Disney Records il 18 dicembre 2015.
Lin-Manuel Miranda ha scritto insieme con Abrams le musiche della scena del bar, simile a quella ambientata su Mos Eisley in Guerre stellari. Williams aveva in precedenza detto ad Abrams di non voler comporre le musiche per quella scena, volendosi concentrare solo sulla parte orchestrale.
La colonna sonora è stata accolta in modo generalmente positivo da parte della critica specializzata. James Southall di Movie Wave ha scritto: "I nuovi temi sono fantastici, ascoltare nuovamente i vecchi temi è meraviglioso, la musica è notevolmente energetica nelle scene d'azione e la narrazione musicale è più vivace che mai. È così bello sentire Williams tornare in questo universo". Jørn Tillnes di Soundtrack Geek ha lodato il lavoro di Williams, scrivendo però che "la musica non si avvicina nemmeno alla trilogia classica e fatica anche ad avvicinarsi alla trilogia prequel. Non so se è la più debole della saga. Solo il tempo lo dirà. Quello che so è che è una delle migliori colonne sonore che ho sentito da tempo e la sto amando".

## Tracce
Musiche di John Williams.
1. Main Title and The Attack on the Jakku Village – 6:25
2. The Scavenger – 3:40
3. I Can Fly Anything – 3:11
4. Rey Meets BB-8 – 1:31
5. Follow Me – 2:55
6. Rey's Theme – 3:11
7. The Falcon – 3:32
8. That Girl with the Staff – 1:59
9. The Rathtars! – 4:06
10. Finn's Confession – 2:09
11. Maz's Counsel – 3:08
12. The Starkiller – 1:50
13. Kylo Ren Arrives at the Battle – 2:00
14. The Abduction – 2:24
15. Han and Leia – 4:41
16. March of the Resistance – 2:34
17. Snoke – 2:03
18. On the Inside – 2:06
19. Torn Apart – 4:19
20. The Ways of the Force – 3:15
21. Scherzo for X-Wings – 2:32
22. Farewell and The Trip – 4:56
23. The Jedi Steps and Finale – 8:52

Durata totale: 77:19